# Persone di nome David/Politici
| Questa pagina contiene informazioni ricavate automaticamente dalle voci biografiche con l'ausilio del template Bio e di un bot. L'aggiornamento è periodico e automatico e ricostruisce completamente la pagina. Se manca una persona in questa lista, sei pregato di non aggiungerla, ma accertati piuttosto che la sua voce biografica contenga il template Bio e che i dati anagrafici siano correttamente compilati. Se il template Bio manca, inseriscilo tu stesso o, in alternativa, metti l'avviso {{tmp\|Bio}} che ne segnala la mancanza. Se i dati riportati sono sbagliati, correggi direttamente la voce biografica; le modifiche saranno visibili in questa lista entro pochi giorni. Per chiarimenti vedi il progetto antroponimi. La lista contiene solo le 111 persone che sono citate nell'enciclopedia e per le quali è stato implementato correttamente il template Bio. Pagina aggiornata al 22 lug 2025. |

Questa è una lista di persone presenti nell'enciclopedia che hanno il nome David e sono politici.

## A(4)
- David Adeang, politico nauruano (Nauru, n. 1969)
- Davi Alcolumbre, politico brasiliano (Macapá, n. 1977)
- David Amess, politico britannico (Plaistow, n. 1952 - Leigh-on-Sea, † 2021)
- David Rice Atchison, politico statunitense (Lexington, n. 1807 - Gower, † 1886)

## B(9)
- David Beasley, politico e funzionario statunitense (Darlington, n. 1957)
- David Ben Gurion, politico, giornalista e sindacalista polacco (Płońsk, n. 1886 - Sde Boker, † 1973)
- David Bernhardt, politico statunitense (Rifle, n. 1969)
- David Blunkett, politico britannico (Sheffield, n. 1947)
- David Boren, politico statunitense (Washington, n. 1941 - Norman, † 2025)
- David Borrelli, politico italiano (Treviso, n. 1971)
- David Boyle, politico scozzese (Irvine, n. 1772 - Middlesex, † 1853)
- Dave Brat, politico statunitense (Detroit, n. 1964)
- David Byrne, politico e avvocato irlandese (Newbridge, n. 1947)

## C(11)
- David Cameron, politico britannico (Londra, n. 1966)
- Dave Camp, politico e avvocato statunitense (Midland, n. 1953)
- David Campbell Bannerman, politico britannico (Mumbai, n. 1960)
- David Campbell, politico statunitense (n. 1779 - Abingdon, † 1859)
- David Carnegie, XIV conte di Northesk, politico scozzese (n. 1954 - † 2010)
- David Casa, politico maltese (La Valletta, n. 1968)
- Madison Cawthorn, politico statunitense (Asheville, n. 1995)
- David Cicilline, politico e avvocato statunitense (Providence, n. 1961)
- David Marston Clough, politico statunitense (Lyme, n. 1846 - Everett, † 1924)
- David Coburn, politico e imprenditore britannico (Glasgow, n. 1959)
- David Collins, politico, calciatore e cestista gilbertese (Maiana, n. 1972)

## D(8)
- David Dacko, politico centrafricano (Bouchia, n. 1930 - Yaoundé, † 2003)
- David TC Davies, politico britannico (Londra, n. 1970)
- David Davis, politico britannico (York, n. 1948)
- David Dewhurst, politico statunitense (Houston, n. 1945)
- David Dinkins, politico statunitense (Trenton, n. 1927 - New York, † 2020)
- David Dreier, politico statunitense (Kansas City, n. 1952)
- David Duke, politico statunitense (Tulsa, n. 1950)
- David Durenberger, politico statunitense (Saint Cloud, n. 1934 - Saint Paul, † 2023)

## E(4)
- David Eby, politico canadese (Kitchener, n. 1976)
- David Eccles, I visconte Eccles, politico inglese (n. 1904 - † 1999)
- David Emanuel, politico statunitense (Contea di Chester, n. 1744 - Waynesboro, † 1808)
- David Ervine, politico britannico (Belfast, n. 1953 - Belfast, † 2007)

## F(2)
- David Favia, politico italiano (Ancona, n. 1957)
- David Maxwell Fyfe, politico e giurista inglese (Edimburgo, n. 1900 - Withyham, † 1967)

## G(1)
- David Arthur Granger, politico guyanese (Georgetown, n. 1945)

## H(7)
- David Hammerstein Mintz, politico spagnolo (Los Angeles, n. 1955)
- David Hartley il giovane, politico e inventore inglese (Bath, n. 1732 - Bath, † 1813)
- Dave Heineman, politico statunitense (Falls City, n. 1948)
- David Henshaw, politico statunitense (Leicester, n. 1791 - † 1852)
- David B. Hill, politico statunitense (Havana, n. 1843 - Albany, † 1910)
- David Hogg, politico e attivista statunitense (Los Angeles, n. 2000)
- David Hurley, politico e generale australiano (Wollongong, n. 1953)

## I(1)
- David Ige, politico statunitense (Pearl City, n. 1957)

## J(3)
- David Jack, politico sanvincentino (n. 1918 - † 1998)
- David Jolly, politico statunitense (Dunedin, n. 1972)
- David Joyce, politico e avvocato statunitense (Cleveland, n. 1957)

## K(3)
- David Kabua, politico marshallese (Majuro, n. 1951)
- David McKendree Key, politico statunitense (Greeneville, n. 1824 - Chattanooga, † 1900)
- David Kustoff, politico statunitense (Memphis, n. 1966)

## L(9)
- David Lammy, politico e avvocato inglese (Tottenham, n. 1972)
- David Lange, politico neozelandese (Otahuhu, n. 1942 - Auckland, † 2005)
- David Leslie, politico scozzese (n. 1600 - † 1682)
- David A. Levy, politico statunitense (Contea di Johnson, n. 1953)
- David Lindsay, XXVII conte di Crawford, politico britannico (Dunecht, n. 1871 - Stonehaven, † 1940)
- David Lindsay, I duca di Montrose, politico scozzese (n. 1440 - Finhaven, † 1495)
- David Littleproud, politico australiano (Chinchilla, n. 1976)
- David Lloyd George, politico britannico (Manchester, n. 1863 - Llanystumdwy, † 1945)
- David Loebsack, politico e insegnante statunitense (Sioux City, n. 1952)

## M(11)
- David Mathews, politico e avvocato statunitense (New York, n. 1739 - Sydney, † 1800)
- David McAllister, politico tedesco (Berlino Ovest, n. 1971)
- David McKinley, politico statunitense (Wheeling, n. 1947)
- Evan McMullin, politico statunitense (Provo, n. 1976)
- David Miliband, politico britannico (Londra, n. 1965)
- Dave Min, politico statunitense (Providence, n. 1976)
- David Minge, politico e giudice statunitense (Clarkfield, n. 1942)
- David Miranda, politico, attivista e giornalista brasiliano (Rio de Janeiro, n. 1985 - Rio de Janeiro, † 2023)
- David B. Mitchell, politico statunitense (Muthill, n. 1766 - Milledgeville, † 1837)
- David Murray, II conte di Mansfield, politico britannico (n. 1727 - † 1796)
- Ronnie Musgrove, politico statunitense (Sardis, n. 1956)

## N(1)
- David Norris, politico irlandese (n. 1944)

## O(2)
- Dave Obey, politico statunitense (Okmulgee, n. 1938)
- David Owen, politico britannico (Plympton, n. 1938)

## P(7)
- David Padilla Arancibia, politico e generale boliviano (Sucre, n. 1927 - La Paz, † 2016)
- David W. Panuelo, politico micronesiano (Pohnpei, n. 1964)
- David Paterson, politico statunitense (New York, n. 1954)
- David Perdue, politico statunitense (Macon, n. 1949)
- David D. Phelps, politico statunitense (Eldorado, n. 1947)
- David Price, politico statunitense (Erwin, n. 1940)
- David Pryor, politico statunitense (Camden, n. 1934 - Little Rock, † 2024)

## R(4)
- Dave Reichert, politico statunitense (Detroit Lakes, n. 1950)
- Phil Roe, politico statunitense (Clarksville, n. 1945)
- David Rouzer, politico statunitense (Landstuhl, n. 1972)
- Dean Rusk, politico statunitense (Contea di Cherokee, n. 1909 - Athens, † 1994)

## S(10)
- David Samanez Ocampo, politico peruviano (Cusco, n. 1886 - Lima, † 1947)
- David E. Satterfield III, politico statunitense (Richmond, n. 1920 - Richmond, † 1988)
- David Schweikert, politico statunitense (Los Angeles, n. 1962)
- David Scott, politico statunitense (Aynor, n. 1945)
- David Seymour, politico neozelandese (Palmerston North, n. 1983)
- David Sholtz, politico statunitense (New York, n. 1891 - Key West, † 1953)
- Derek Sikua, politico salomonese (Ngalitavethi, n. 1959)
- Adam Smith, politico statunitense (Washington, n. 1965)
- David Steel, politico britannico (Kirkcaldy, n. 1938)
- David Supino, politico e giurista italiano (Pisa, n. 1850 - Pisa, † 1937)

## T(5)
- David Taylor, politico statunitense (Ohio, n. 1969)
- David Thompson, politico barbadiano (Londra, n. 1961 - Mapps, † 2010)
- Dave Tomassoni, politico e hockeista su ghiaccio statunitense (Bemidji, n. 1952 - Duluth, † 2022)
- David Trone, politico e imprenditore statunitense (Cheverly, n. 1955)
- Dave Trott, politico statunitense (Birmingham, n. 1960)

## V(3)
- David Valadao, politico statunitense (Hanford, n. 1977)
- David Vitter, politico statunitense (New Orleans, n. 1961)
- David Vunagi, politico e vescovo anglicano salomonese (Samasodu, n. 1950 - Guadalcanal, † 2025)

## W(5)
- David S. Walker, politico, avvocato e giudice statunitense (Russellville, n. 1815 - Tallahassee, † 1891)
- Dave Weldon, politico e medico statunitense (Amityville, n. 1953)
- David Williamson, barone di Horton, politico inglese (n. 1934 - † 2015)
- David Wilmot, politico e giudice statunitense (Bethany, n. 1814 - Towanda, † 1868)
- David Wu, politico statunitense (Hsinchu, n. 1955)

## Y(1)
- David Young, politico statunitense (Van Meter, n. 1968)